# Нещадименко Євгенія Минівна
Євгенія Минівна Нещадименко (6 січня 1914, село Тіньки, тепер Чигиринського району Черкаської області — 8 листопада 2007, місто Одеса Одеської області) — українська радянська діячка, новатор сільськогосподарського виробництва, ланкова колгоспу імені Шевченка (імені Маленкова, «Шлях до комунізму») Миколаївського району Одеської області. Депутат Верховної Ради УРСР 4—5-го скликань. Герой Соціалістичної Праці (15.07.1949).

## Біографія
Народилася у селянській родині. Закінчила початкову сільську школу. З п'ятнадцятирічного віку працювала в сільському господарстві, наймитувала.
У 1935 році переїхала до села Антонюки Миколаївського району Одеської області, де працював в рільничій бригаді місцевого колгоспу імені Тараса Шевченка. Під час німецько-радянської війни залишилася в селі, працювала у власному господарстві.
З 1944 року — ланкова рільничої бригади колгоспу імені Шевченка (потім — імені Маленкова; «Шлях до комунізму») села Антонюки Миколаївського району Одеської області. У 1948 році ланці Євгенії Нещадименко вдалося отримати 32,9 центнерів пшениці з кожного гектара на площі 20 га.
Указом Президії Верховної Ради СРСР від 15 липня 1949 року за «отримання високих врожаїв пшениці та соняшнику при виконанні обов'язкових поставок колгоспами і контрактації по всіх видах сільськогосподарської продукції, натуроплати за роботу МТС в 1948 році і забезпеченості насінням всіх культур у розмірі повної потреби для весняної сівби 1949 року» Євгенії Нещадименко було присвоєно звання Героя Соціалістичної Праці з врученням ордена Леніна і золотої медалі «Серп і Молот». Збирала також високі врожаї кукурудзи.
З 1976 року — на пенсії у селі Антонюки Миколаївського району Одеської області. Потім проживала в місті Одесі.

## Нагороди
- Герой Соціалістичної Праці (15.07.1949)
- орден Леніна (15.07.1949)
- орден «Знак Пошани» (26.02.1958)
- золота медаль ВДНГ СРСР
- медалі